# Testolattone
Il Testolattone (17α-Oxa-D-omoandrosta-1,4-diene-3,17-dione) è un agente antineoplastico derivato del progesterone ed è utilizzato per trattare gli stadi avanzati del cancro al seno.
È un antineoplastico sintetico strutturalmente distinto dagli androgeni steroidei poiché possiede un anello lattonico 6 atomi al posto del classico anello carbociclico a 5 atomi.